# Bačko Dušanovo
Bačko Dušanovo (srbsky Бачко Душаново, maďarsky Zentaörs) je vesnice v severozápadní části Srbska, administrativně spadající pod Subotici. Vesnice se nachází u hranice s Maďarskem. V roce 2022 zde žilo 523 obyvatel, počet obyvatel vsi od roku 1961 dlouhodobě klesá. Zhruba dvě třetiny obyvatel je maďarské národnosti, třetina srbská a zastoupeny jsou i další národnosti regionu.
Obec se rozkládá v rovinaté krajině a její uliční síť je uspořádána do pravidelného vzorce. Intravilán vesnice Bačko Dušanovo ze severozápadní strany přiléhá k sousední obci Čantavir. Vsí neprochází významnější komunikace kromě místních komunikací, nenachází se zde ani železniční trať.
Historicky se jedná o relativně mladou vesnici; není zaznamenána na mapách třetího vojenského mapování, vznikla pravděpodobně až na počátku 20. století, objevuje se nicméně na mapách z počátku druhé světové války.